# Ambrosia maritima
Pour les articles homonymes, voir Ambroisie et Ambrosia.
Ambroisie maritime
Espèce
Statut de conservation UICN

 LC  : Préoccupation mineure
Ambrosia maritima, l'Ambroisie maritime, est une espèce de plantes à fleurs de la famille des Asteraceae.

## Systématique
Le nom scientifique complet (avec auteur) de ce taxon est Ambrosia maritima L..
Ce taxon porte en français le nom vernaculaire « Ambroisie maritime »,, parfois mentionné sous la variante « Ambroise maritime ».
Ambrosia maritima a pour synonymes :
- Ambrosia senegalensis DC.
- Ambrosia umbellata Moench